# Sop Bukevski
Sop Bukevski is een plaats in de gemeente Velika Gorica in de Kroatische provincie Zagreb. De plaats telt 94 inwoners (2001).